# Eupithecia vacuata
Eupithecia vacuata là một loài bướm đêm trong họ Geometridae.